# Bacia leiteira
Bacia leiteira é uma região delimitada produtora de leite.

## Bacia leiteira do DF
A bacia leiteira do DF foi consolidada pela lei 3.794, de 2 de fevereiro de 2006.

## Bacia leiteira de Parnaíba
A bacia leiteira do município de Parnaíba (Piauí) produz aproximadamente 40.000 litros de leite por dia e possui infraestrutura para aumentar mais ainda a produção leiteira.
Em 2001 foi iniciado o Infoleite (Programa de gerenciamento dos rebanhos leiteiros). Este programa descreve as estratégias de ação e os resultados obtidos. A logística política e financeira é de natureza interinstitucional, com participação da Prefeitura, da Universidade Federal do Ceará, do SEBRAE/PI, do Banco do Nordeste, da EMATER/PI, da Delegacia do Ministério da Agricultura/PI, da Embrapa Meio-Norte/UEP de Parnaíba e das Indústrias de laticínios Cooperativa Delta e Leite Longá.
Atualmente, esse programa atua em 23 propriedades da bacia leiteira, cuja estratégia de ação constou do cadastro dos animais, acompanhamento semanal e avaliação contínua dos parâmetros zootécnicos. Ao todo estão cadastradas 1.457 matrizes, com uma média de 63,35+50,78 matrizes/fazenda, das quais 66,00+0,20% em lactação.

## Bacia leiteira de Alagoas
A bacia leiteira de Alagoas abrange uma área de 2.782,90 Km² e é composto por 11 municípios: Cacimbinhas, Major Isidoro, Batalha, Belo Monte, Jacaré dos Homens, Jaramataia, Minador do Negrão, Monteirópolis, Olho d'Água das Flores, Palestina e Pão de Açúcar.
A população total do território é de 124.670 habitantes, dos quais 59.028 vivem na área rural, o que corresponde a 47,35% do total.
Possui 8.657 agricultores familiares, 357 famílias assentadas e 12 comunidades quilombolas.
Seu IDH médio é 0,58.